# GateKeeper (Cedar Point)
GateKeeper (englisch für Torwächter) im US-amerikanischen Freizeitpark Cedar Point (Sandusky, Ohio) ist eine Stahlachterbahn des Typs Wing Coaster des Herstellers Bolliger & Mabillard, die am 11. Mai 2013 eröffnet wurde. Die 1269 Meter lange und 25 Millionen US-Dollar teure Achterbahn erreicht eine Höhe von 52 Meter, aus der die Züge auf eine Höchstgeschwindigkeit von 108 km/h beschleunigt werden, und besitzt neben fünf weiteren Inversionen einen 52 Meter hohen Dive Drop, die höchste Inversion einer Achterbahn weltweit, und ein namensgebendes Keyhole-Element („Schlüsselloch“-Element), das durch zwei Stahl-Beton-Konstrukte direkt über den für die Bahn neu gestalteten Parkeingang führt und bei den Fahrgästen das Gefühl einer nahenden Kollision hervorrufen soll.
Die Bauarbeiten begannen im September 2012 und dauerten über acht Monate. GateKeeper wurde am ursprünglichen Standort von Disaster Transport und Space Spiral errichtet, die beide im Sommer 2012 abgerissen wurden. Die Achterbahn brach bei ihrer Eröffnung mehrere Rekorde: Es handelte sich sowohl um den schnellsten, längsten und höchsten Wing Coaster als auch um den mit den meisten Inversionen. Mit GateKeeper wurde die Anzahl der Achterbahnen in Cedar Point wieder auf 16 erhöht. Es war die erste neue Achterbahn im Park seit der Eröffnung von Maverick im Jahr 2007 und die dritte Achterbahn von Bolliger & Mabillard nach Raptor (1994) und Mantis (1996).

## Geschichte

### Planung und Vermarktung
Die zweijährigen Planungen für GateKeeper begannen unter der Führung des ehemaligen CEOs Dick Kinzel, der das Projekt seinem Nachfolger Matt Oumit anvertraute. Laut Rob Decker, dem Vice President of Planning & Design von Cedar Fair, entstand das Konzept für die Anlage im Rahmen der Branchenschau der International Association of Amusement Parks and Attractions 2011. Am 24. April 2012 sagte Ouimet auf einem Treffen der Handelskammer des Eriesees, dass für das Jahr 2013 Ausgaben in Höhe von 25 Millionen US-Dollar geplant seien. Er gab Hinweise darauf, dass die neue Attraktion entlang des Strandes entstehen würde. Am 30. Mai 2012 berichtete der Sandusky Register über eine Kurzmitteilung, die Ouimet am 15. Februar 2012 an den Verwaltungsrat der Cedar-Fair-Gruppe geschrieben hatte. Sie belege, dass 2013 ein Wing Coaster mit dem Codenamen „CP Alt. Winged“ errichtet werden würde, der neue Rekorde in puncto Höhe, Geschwindigkeit und Länge setzen würde. Der Mitteilung sei zudem zu entnehmen, dass die Achterbahn den Haupteingang dominieren werde. Die Bahn werde über den Köpfen der Besucher fliegen, sich überschlagen und zurückfliegen – unübersehbar für Gäste, die den Park betreten. Die Strecke werde über den Haupteingang und teilweise über den Parkplatz verlaufen. Die Anlage werde 52 Meter hoch sein und für ihre Errichtung müssten Disaster Transport und Space Spiral abgerissen werden.
Am 13. Juli 2012 kündigte Cedar Point die Schließung der Bob-Stahlachterbahn Disaster Transport und des Aussichtsturms Space Spiral an. Disaster Transport wurde am 29. Juli 2012 geschlossen. Mit dem Abriss wurde am 6. August am hinteren Teil des Gebäudes begonnen. Am 12. September 2012 wurde Space Spiral abgerissen, indem der untere Teil des Turms gesprengt wurde.
Als Teil der Vermarktungsstrategie für GateKeeper publizierte Cedar Point verschiedene Teaser auf dem OnPoint-Blog. Im Umfeld des Parks und auf der Website wurden Plakate mit Sprüchen wie „Wie kommst Du aus dieser Katastrophe wieder raus?“, „Wildcat passt nicht zu dieser Kreatur“ und „Noch nicht einmal ein Jumbojet steigt so hoch“ veröffentlicht. Jedes dieser Poster hatte als Anspielung auf das Logo der Achterbahn einen schwarzen Hintergrund mit fünf blauen Flügeln. Später gestand die Parksprecherin Annie Zelm, dass einige der Hinweise auf der Website den Leser nur in die Irre führen sollten. Am 3. August 2012 startete Cedar Point auf seiner Facebook-Seite einen Countdown bis zur offiziellen Ankündigung der Bahn. Auf der Seite stand: „Wir können es nicht länger geheim halten... Trefft uns am 13. August um 15.30 Uhr am Haupteingang, wo wir alles verraten, was wir bisher geheim gehalten haben!“ Am 13. August 2012 wurde GateKeeper dann offiziell als ein 52 Meter hoher Wing Coaster von Bolliger & Mabillard angekündigt. Während der Ankündigung sprach ein gruselig verkleideter Mitarbeiter des Parks vom Dach des Haupteinganges zu den Besuchern. An dem Tag wurde auch ein Antrag auf Markenschutz für den Namen GateKeeper eingereicht. Rob Decker sagte, dass „GateKeeper wahrlich eine Innovation des Nervenkitzels ist. Jede Drehung und Wendung und jedes Near-Miss-Element wurde exklusiv für Cedar Point entworfen.“

### Bau, Testfahrten und Eröffnung
Mit dem Bau von GateKeeper wurde Mitte September begonnen. Die ersten der 200 jeweils 1,8 Meter langen Pfähle für die Fundamente wurden am 2. Oktober in den Boden getrieben. Am 23. Oktober wurden die ersten Schienenteile in der Reihenfolge angeliefert, in denen sie später auch verbaut werden würden. Die Schienen und Stützen des Stationsbereiches wurden ab dem 5. November eingebaut. Am 30. November wurde der Lifthill fertiggestellt. Einem Zwischenbericht über den Baufortschritt am 7. Januar 2013 zufolge waren zu diesem Zeitpunkt ungefähr 40 % der Strecke fertiggestellt – inklusive des Dive Drop, des Immelmann und des Camelback. Am 23. Januar wurden die ersten Bauteile für die Keyhole-Elemente angeliefert. Das erste der beiden Elemente wurde am 29. Januar fertiggestellt. Am 27. Februar 2013 um ca. 14.00 Uhr feierte GateKeeper Schienenschluss – zwei Wochen vor dem Zeitplan.
Der Bau dauerte über acht Monate und über 100 Arbeiter von fünf Bauunternehmen waren an dem Projekt beteiligt. Der Senator von Ohio, Sherrod Brown, lobte Cedar Point für die Entscheidung, ortsansässige Unternehmen zu beauftragen. A. A. Boos & Sons führten die Erdarbeiten aus. Tony Ravagnani Architects designten, entwickelten und bauten die beiden Keyhole-Elemente. Für die Elektrik war Fireland Electric zuständig. Das Stationsgebäude mit dem Souvenirladen wurde von Bert Witte Contractors gebaut, S. A. Comunal installierte die Sanitär- und Klimatechnik und Lew’s Construction war für den neuen Eingangsbereich zuständig. Insgesamt wurden über 5400 Tonnen Beton verbaut.
Am 4. April 2013 absolvierten die Züge zum ersten Mal die komplette Strecke. Der Park führte vor der Freigabe zum regulären Betrieb hunderte von Tests durch. Am 10. April startete Cedar Point eine Auktion, bei der die 64 ersten Sitzplätze der Premierenfahrt am 11. Mai 2013 zugunsten des Kinderkrankenhauses der Cleveland Clinic und der United Way-Organisation des Eriesees an die Meistbietenden versteigert wurden. Die Auktion endete am 6. Mai. Am 9. Mai wurde eine Pressekonferenz abgehalten und am 11. Mai eröffnete GateKeeper für die Öffentlichkeit.
Am 17. Juli 2013 registrierte Cedar Point den millionsten Fahrgast der Bahn. Er bekam einen Gutschein über 500 US-Dollar geschenkt, eine VIP-Tour durch den Park und einen exklusiven Zugang zu GateKeeper für den Rest der Saison 2013. Parksprecher Bryan Edwards sagte: „Wir transportieren ca. 1600 Personen pro Stunde. Es war mit Sicherheit ein riesiger Erfolg für den Park. Unsere Besucher lieben GateKeeper.“

## Fahrt
Der Platz mit dem Eingang zu GateKeeper befindet sich in der Nähe des Strandes am Nordost-Ufer der Halbinsel, die Warteschlange verläuft parallel zum Strand und unter dem Lifthill hindurch zum Stationsgebäude. In der Station können die Fahrgäste entscheiden, auf welcher Seite des Zugs sie fahren möchten. Bei der Bahn findet das Fast-Lane-Plus-System der Cedar-Fair-Gruppe Anwendung: Die Besucher können ein Armband erwerben, das ihnen erlaubt, sich an einer gesonderten Warteschlange anzustellen und so die Wartezeit zu verkürzen.
Da GateKeeper ein Wing Coaster ist, besteht die Besonderheit der Fahrt darin, dass die Sitze im Gegensatz zu klassischen Bahnen neben den Schienen angeordnet sind. Der Fahrgast fühlt sich daher namensgebend, als ob er auf den Flügeln (Wings) mitfahren würde.
Nachdem der Zug die Station verlassen und den 40° steilen Lifthill passiert hat, durchfährt er zuerst einen Dive Drop und danach einen Immelmann. Es folgen ein 30 Meter hoher Camelback und ein langgezogener Korkenzieher. Höhepunkt der Bahn ist anschließend eine Zero-g-Roll, die durch ein Keyhole-Element in Form zweier Betonsegmente direkt über dem Eingang des Parks führt. Aus diesem Element leitet sich auch der Name der Bahn ab, der auf Deutsch übersetzt Pförtner heißt. Als Wende, um schließlich Richtung Station zurückzukehren, durchfährt der Zug einen Inclined Dive-Loop, worauf ein Inline-Twist folgt. Nachdem der Zug danach die erste Blockbremse erreicht hat, folgt noch eine linksgeneigte Helix, bevor der Zug in die Schlussbremse einfährt. Die gesamte Anlage erstreckt sich über eine Fläche von 1,42 Hektar.

## Technik

### Schiene
Die aus Stahl gefertigte Schiene von GateKeeper ist ungefähr 1269 Meter lang und erreicht an der höchsten Stelle, dem Scheitel des Lifthills, eine Höhe von 52 Metern. Die Schiene ist in den Farbtönen Hell- und Dunkelblau gehalten; die Stützen sind weiß. Jedes der 102 Schienenstücke wiegt ca. 3,4 Tonnen. Im Gegensatz zu Raptor und Mantis ist die Schiene von GateKeeper mit Sand gefüllt, um eine Geräuschreduktion zu erzielen. Bolliger & Mabillard ließ die Schienenteile und Stützen von Clermont Steel Fabricators in Batavia im Südwesten Ohios herstellen.
Clermont hat auch vier Stahlträger geliefert, die in den Keyhole-Elementen verbaut wurden. Jedes der beiden ist 30 Meter hoch. Die jeweils ersten sieben Meter jedes Elements sind aus Beton gefertigt, die restlichen 23 Meter sind aus Stahl. Jedes der beiden Elemente wiegt über 29 Tonnen.

### Züge
Bei GateKeeper kommen drei aus Fiberglas und Stahl gefertigte Züge zum Einsatz. Jeder von ihnen besitzt acht Wagen mit jeweils vier Sitzplätzen pro Sitzreihe, von denen sich je zwei links und rechts der Schiene befinden. Ein Zug fasst somit 32 Fahrgäste. Die Kapazität beläuft sich auf 1710 Personen pro Stunde. Die Fahrgäste müssen eine Körpergröße zwischen 1,30 Meter und 2 Meter aufweisen. Als Rückhaltesystem kommen flexible Schulterbügel zum Einsatz. Zusätzlich werden die Fahrgäste noch durch einen Sicherheitsgurt in den Sitzen gehalten. Die Sitzplätze der vierten Reihe jedes Zuges erlauben es durch spezielle Sitze auch größeren Personen mitzufahren. Da sich die Sitzplätze seitlich der Schiene befinden, werden sie zusätzlich von einem Kragträger unterstützt. Der Park gibt die Farbe der Züge als Sunset Gold mit Zenith, Meteor und Orion Gold an. Vorne am Zug befindet sich der Kopf eines Greifs. In den Augen des Fabelwesens und an den äußeren Sitzen jeder Reihe befinden sich erstmals in Cedar Point als besonderer Effekt LEDs, deren Akku beim Halt im Stationsgebäude wieder aufgeladen wird.

## Rekorde
GateKeeper brach mehrere Weltrekorde. Er war zu seiner Eröffnung der längste, schnellste und höchste Wing Coaster, sowie der mit den meisten Inversionen. Zusätzlich weist die Anlage mit ihrem Dive Drop die höchste Inversion einer Achterbahn weltweit auf und verdrängt damit Volcano, The Blast Coaster im ebenfalls zur Cedar-Fair-Gruppe gehörenden Kings Dominion auf Platz zwei.
Es handelt sich um die dritte Anlage des Herstellers Bolliger & Mabillard in Cedar Point. Die beiden anderen Bahnen sind der Inverted Coaster Raptor und der Stand-Up Coaster Mantis. GateKeeper ist der fünfte gebaute Wing Coaster weltweit und der dritte in den Vereinigten Staaten – die anderen Bahnen auf US-amerikanischem Boden sind X-Flight in Six Flags Great America und Wild Eagle in Dollywood.

## Rezeption
GateKeeper wurde von den Medien und den Fahrgästen größtenteils positiv aufgenommen. Es wurde kritisiert, dass die Schulterbügel für große Personen manchmal zu eng seien. Einige Fahrgäste loben die Keyhole-Elemente. Eine Frau meinte begeistert: „Es fühlt sich so an, als ob einem die Knie und der Kopf abgehackt werden würden.“ Viele Fahrgäste loben auch die Laufruhe der Bahn und die ansprechende Neugestaltung des Eingangsbereichs. Am Eröffnungswochenende notierte Cedar Point die meisten Besucher eines Eröffnungswochenendes in der Unternehmensgeschichte.